# Октоген

Октоген (1,3,5,7-тетранітро-1,3,5,7-тетраазациклооктáн, циклотетраметилентетранітрамін, HMX)  — вибухова речовина, біла кристалічна високоплавка речовина, що характеризується високою чутливістю до механічних впливів. Як термостійка ВР використовується в зарядах для перфорації глибоких нафтових свердловин, в термостійких капсулях-детонаторах, додаткових детонаторах, детонуючих шнурах.
Негігроскопічний. Майже не розчиняється у спиртах, бензолі, толуолі, ефірі, погано розчиняється у воді. Добре розчиняється в ацетоні, азотній та сірчаній кислотах. Вперше отриманий американськими вченими Г.Ф. Райтом і В.Є. Бахманом у 1941 р.
Флегматизований октоген — окфол — складається з 96-97% октогену та 3-4% флегматизатора. Негігроскопічна сипуча речовина рожевого кольору. Не взаємодіє з латунню, алюмінієм, шелаковим та іншими лаками, лугом. Розчиняється в ацетоні. Застосовується у вигляді пресованих зарядів до боєприпасів осколкової та кумулятивної дії.
|                                           | Октоген      | Окфол        |
| ----------------------------------------- | ------------ | ------------ |
| Густина                                   | 1,9 г/см³    | 1,78 г/см³   |
| Температура плавлення                     | 276 ºС       |              |
| Температура спалахування                  | 291 ºС       | 278 ºС       |
| Температура вибуху                        | 3380 ºС      |              |
| Швидкість детонації                       | 9090 м/с     | 8700 м/с     |
| Тротиловий еквівалент                     | 1,7          | 1,25         |
| Фугасність                                | 460 см³      | 450 см³      |
| Бризантність за Гесом                     | 24 мм        | 23 мм        |
| Чутливість до удару за стандартною пробою | 84%          | 24%          |
| Чутливість до тертя з піском              | 260 кгс/см²  | 1250 кгс/см² |
| Чутливість до тертя без піску             | 1860 кгс/см² | 3000 кгс/см² |